# Tjisalak (schip, 1917)

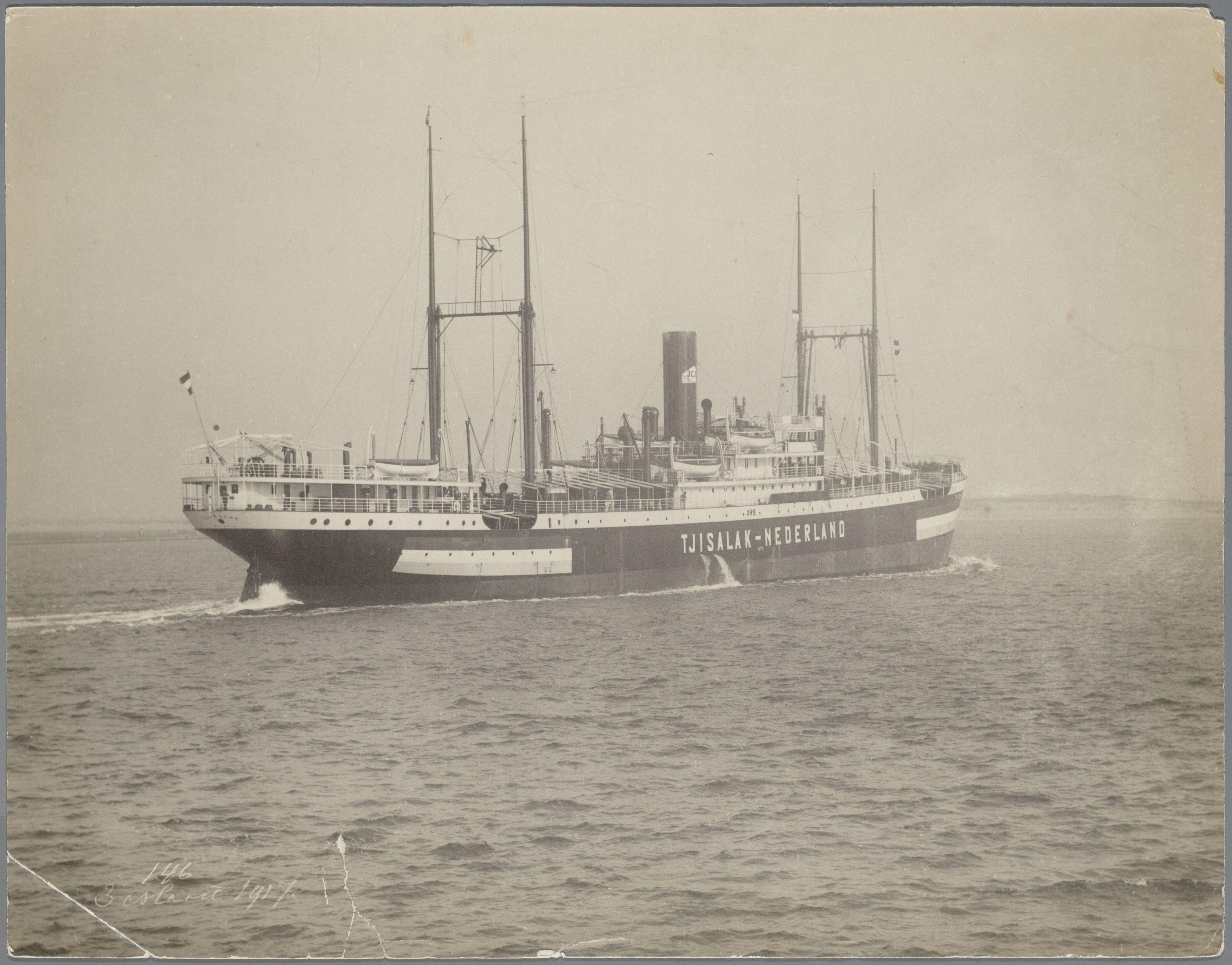
S.S. Tjisalak in 1917.

De Tjisalak was een cargostoomschip van 5.787 brt van de toenmalige Java-China-Japan Lijn (JCJL). Na februari en begin april 1942, voer ze natuurlijk niet meer op Japan. Het Nederlands-Indische stoomschip werd op 26 maart 1944 getorpedeerd door de beruchte Japanse onderzeeboot I-8 onder commandant korvetkapitein Ariizumi in de Indische Oceaan.

## Geschiedenis
De Tjisalak was die dag al negentien dagen onderweg en had een gemengd gezelschap aan boord. Behalve de standaard 77 bemanningsleden waren er 27 passagiers: een Amerikaanse verpleegster van het Rode Kruis, 4 passagiers en 22 Bengaalse zeelui wier schip verloren was gegaan.
De Japanse onderzeeër I-8 kreeg het koopvaardijschip in het vizier, schoot een torpedo af en trof doel. Daarna kwam de onderzeeër boven, voer naar het langzaam zinkende schip en schoot met zijn boordmitrailleurs op de bemanning en enkele passagiers van de Tjisalak. Toen de Japanse matrozen zagen dat de bemanning zich overgaf en van boord wilde springen, sprong de duikbootbemanning aan boord van het nog drijvende schip en bracht op bevel van korvetkapitein Ariizumi met bajonetten, bijlen, voorhamers en pistolen bijna alle resterende opvarenden op gruwelijke wijze om. Er werden geen gevangenen gemaakt. Van de 103 mensen overleefden 5 mensen deze moordpartij. De lijken dreven rond het schip of zonken mee met de Tjisalak.
Een van de overlevenden was de 21-jarige marconist, tweede stuurman Jan Dekker. Hij was niet van boord gegaan en wachtte tot de Japanse onderzeeboot zou naderen om hem te kunnen beschieten. Toen er teruggeschoten werd, verliet ook hij het schip. Na enkele uren zwemmen bereikte hij een reddingboot. Hij was behulpzaam bij de navigatie en droeg bij tot de redding van de overige overlevenden. Zijn Kruis van Verdienste werd ingetrokken toen hij op 2 juni 1945 werd onderscheiden met het Bronzen Kruis.
De laatste overlevende was James R. Blears (13 augustus 1923 - 3 maart 2016), voormalig zwemkampioen op school. Hij werd getraind voor de Olympische Spelen van 1940, die achteraf niet doorgingen. Om wat geld bij te verdienen, worstelde hij. Hij had dus een goede conditie. Toen de Japanners weg waren begon hij terug te zwemmen naar de plek waar de boot ten onder was gegaan om eten en drinken te zoeken. Na uren zwemmen hoorde hij een stem en vond een overlevende. Een passerend schip beschoot hun reddingsbootje totdat ze zagen dat het geen onderzeeboot was. Ze werden aan boord genomen en kregen een blikje perziken te eten. Sindsdien at Blears ieder jaar op 28 maart een blikje perziken als ontbijt.